# بوشنوية طويلة القنابة
بوشنوية طويلة القنابة (الاسم العلمي:Buchenavia longibracteata) هي نوع من النباتات يتبع جنس البوشنوية من الفصيلة القمبريطية.